# Combat de la vallée de Galwan
Le combat de la vallée de Galwan est un affrontement opposant dans la nuit du 15 au 16 juin 2020 des militaires des Forces armées indiennes et de l'Armée populaire de libération chinoise sur la frontière sino-indienne, dans la vallée de Galwan, dans la région du Ladakh, autour du Lac Pangong et de Sikkim.

## Contexte
Le dernier conflit entre l'Inde et la Chine s'est achevé en 1962. Cependant des litiges territoriaux demeurent entre les deux pays, en particulier dans les régions du Ladakh et de l'Arunachal Pradesh et de la Ligne de contrôle réel LAC.

## Déroulement
L'affrontement se déroule dans la vallée de Galwan, dans la région du Ladakh, à la frontière indo-chinoise. Depuis mai 2020, un face-à-face tendu oppose l'Inde et la Chine dans cette région, où des milliers de soldats ont été déployés.
L'affrontement éclate dans la nuit du 15 au 16 juin. Selon le témoignage à l'AFP d'un militaire indien, il n'y a eu aucun échange de tirs, les combats ont eu lieu au corps-à-corps.
Les forces indiennes reçoivent l'ordre de démanteler un campement de l'armée chinoise installé près d'un poste nommé Point de patrouille 14, près de l'embouchure de la rivière Galwan. Le campement avait été démonté à la suite d'une réunion le 6 juin 2020 entre le lieutenant-général Harinder Singh, qui commande le XIVe corps basé à Leh, et le général de division Lin Liu, chef du district militaire du Xinjiang mais réinstallé deux jours plus tard.
Les militaires chinois refusent de démanteler leur campement, les militaires indiens l'incendient alors.
En début de soirée, des troupes chinoises attaquent le détachement indien. Les soldats s'affrontent à coups de poing, de pierres et de barres de fer. La plupart des victimes meurent de noyade après avoir été précipitées dans la rivière depuis une hauteur.

## Bilan humain
L'armée indienne annonce que 20 militaires du Bihar Regiment (en) et du Mahar Regiment (en) ont été tués ou mortellement blessés dont le colonel chef de corps du Bihar Regiment,. Dix-huit soldats sont également blessés dont le colonel commandant le Mahar Regiment, dont quatre sont encore dans un état grave à la date du 19 juin. Elle évoque des morts « des deux côtés ». La Chine parle quant à elle de « morts et blessés », mais sans préciser dans quel camp. Il s'agit du premier accrochage militaire meurtrier entre l'Inde et la Chine depuis 1975.
La Chine refuse au départ de donner un bilan de ses pertes. Les médias indiens indiquent un bilan de 43 morts ou blessés côté chinois, et la Communauté du renseignement des États-Unis selon un article américain estimant les pertes à 35 morts dont un officier supérieur.
Dix militaires indiens sont faits prisonniers et sont relâchés par la Chine le 18 juin.
En février 2021, la Chine reconnait la mort de quatre de ses militaires.

## Conséquences
L'Inde et la Chine s'accusent mutuellement d'être responsables de l'incident. Cependant, les deux pays jouent ensuite l'apaisement afin de désamorcer la crise.
À la suite de cet incident, l'Inde interdit 59 applications chinoises, dont TikTok, particulièrement implantée en Inde, Wechat, Clash of Kings.
En février 2021, la Chine et l'Inde parachèvent d'éloigner leurs troupes de leurs frontières communes au Cachemire, à la suite d'un accord dans ce sens le même mois.
Le 26 juillet 2024, La Chine et l'Inde conviennent de coopérer, pour retirer toutes leurs troupes de leur frontière contestée, dans l'accord de parvenir pacifiquement à un « désengagement complet » du conflit frontalier le plus rapidement possible.